# One Lagos Night
 (février 2024).
Pour plus de détails, voir Fiche technique et Distribution.
One Lagos Night est une comédie nigériane de 2021 dont l'action se déroule à Lagos. Il a été réalisé et produit par Ekene Som Mekwuny.

## Distribution
- Eniola Badmus
- Ali Nuhu
- Frank Donga
- Ikponmwosa Or
- Ogbolor
- Chris Okagbue
- Genoveva Umeh
- Ani Iyoho
- Diran Aderinto
- Gbubemi Ejeye
- Lynda Ada Dozie
- Akorede Ajayi
- Serge Noujaïm
- Judith Ijeoma Agazi
- Yetunde Taiwo,
- Alex Ayalogu
- Temple Chima Adighije

## Sortie et réception
Il a été projeté pour la première fois à la Nollywood Week, à Paris, le 10 mai 2021. Il fait partie des 9 longs métrages officiellement sélectionnés pour le festival international du film, où il a été présenté en clôture. Netflix a ensuite acquis les droits exclusifs du film et l'a présenté en avant-première sur la plateforme le 29 mai 2021. Le film a reçu d'excellentes critiques, notamment de la part de Filmrats.